# Dopefish
Il Dopefish (traducibile "pesce stupido" in lingua inglese, con dope non inteso come droga) è un pesce immaginario, introdotto come uno dei nemici del quarto videogioco della serie di Commander Keen, Secret of the Oracle, sviluppato da Id Software e pubblicato nel 1991 dalla Apogee Software. Questo personaggio divenne in seguito uno dei più famosi easter egg del mondo dei videogiochi, facendo apparizioni in decine di titoli, specialmente quelli prodotti da Id e Apogee, ma anche in titoli celebri di altri produttori come Daikatana o Max Payne.
Fisicamente, il Dopefish è un pesce caricaturale di colore verde, piuttosto grande, con denti incisivi giganti e squadrati, e ha sempre un'espressione idiota.

## Storia
Tom Hall, allora impiegato alla Id Software, inventò il Dopefish tra i personaggi ideati per Commander Keen: Goodbye Galaxy!. Nelle sue parole, "I just drew this stupid little fish" ("Ho solo disegnato questo stupido piccolo pesce").
La proprietà intellettuale sul Dopefish rimase alla Id Software, ma fu poi utilizzato con il suo benestare in altri giochi editi dalla Apogee e non sviluppati dalla Id.
La storia del Dopefish come easter egg cominciò tre anni dopo la sua prima apparizione, nel videogioco del 1994 Wacky Wheels a opera del programmatore Andy Edwardson, dove il pesce compare come scherzo se si effettuano particolari azioni. Da allora apparve in molti giochi, in luoghi più o meno nascosti, sotto forma di oggetto grafico o di citazioni della frase Dopefish Lives, arrivando anche su titoli di punta come la serie di Quake.
Nel 1997 gli fu dedicato il primo videogioco amatoriale da protagonista, Dopefish Lives! per Windows 3.1, seguito lo stesso anno da Dopefish Forever!, ampliato con il multigiocatore.
Dopo l'apparizione nel celebre Hitman 2: Silent Assassin (2002) il successo del Dopefish si smorzò, principalmente per il minore utilizzo da parte di Id, Apogee (divenuta nel frattempo 3D Realms) e Ion Storm (cofondata da Tom Hall), e ci furono riferimenti solo in giochi meno conosciuti. Il Dopefish tornò ad apparire in titoli importanti con Alan Wake (2010), seguito da molti altri come Deus Ex: Human Revolution e Rage.
Il webmaster di Apogee, Joe Siegler, ha creato un sito web come archivio di tutto ciò che concerne questo pesce fittizio.

## Apparizioni
Senza includere la serie di giochi di Commander Keen, il pesce è apparso come cameo, in piena vista o in luoghi nascosti, in molti giochi tra cui:
- Alan Wake
- Anachronox
- Battlezone
- Bombshell
- Daikatana
- Deus Ex: Human Revolution
- Doom
- Dusk
- Hitman 2: Silent Assassin
- Hyperspace Delivery Boy!
- Ion Fury
- Jazz Jackrabbit 2
- Max Payne
- Postal: Brain Damaged
- Quake
- Quake II
- Quake III Arena (in forma zombi)
- Rage
- Red Faction (versione per N-Gage)
- Rise of the Triad
- SiN Episodes
- Wacky Wheels

In altri giochi compaiono mere citazioni senza immagini del pesce, come la scritta Dopefish lives! in Duke Nukem 3D.
Il Dopefish ha fatto dei cameo anche al di fuori dei videogiochi, nelle serie animate South Park e I favolosi Tiny, e gli viene dedicato merchandising come tazze e magliette.